# Aumento peniano
Aumento peniano refere-se a técnicas que têm como objetivo aumentar as dimensões do pénis humano.
O aumento do pénis é muitas vezes um dos objectivos de homens insatisfeitos com o tamanho do seu órgão genital. De maneira geral, quando existe uma percepção da necessidade do aumento do pénis, conselho médico deve ser obtido, em vez do auto tratamento. Julga-se que a maioria dos auto tratamento são ineficientes e/ou perigosos...
Estima-se que cerca de 0.6% de todos os homens possui pénis com dimensão de 2,5 desvios-padrão
 abaixo da norma; possuindo a condição chamada de micropénis. Esta condição pouco usual é geralmente detectada cedo, na infância. Tratamentos com testosterona podem ser aplicados na infância e adolescência, e tratamentos cirúrgicos podem ser aplicados em adultos. A cirurgia para aumento do pénis, também chamada de faloplastia, na grande maioria dos casos tem indicação apenas estética, de pacientes que relatam uma inadequação quanto ao tamanho de seu órgão genital.

## Métodos cirúrgicos

### Injeção de biomateriais
Este método envolve a injecção de PMMA, silicone ou outros compostos, no corpo do pênis e escroto, para aumento em diâmetro (engrossamento).

### Cirurgia do ligamento suspensor
A secção do ligamento suspensor do pênis nas proximidades de sua inserção no púbis até o nível da aponeurose perineal média e sua fixação junto à face anterior do púbis permite o avanço distal da haste peniana através do qual se pode alcançar um aumento de 2–4 cm no seu comprimento. É uma cirurgia relativamente simples, com anestesia local, onde se secciona parcialmente o ligamento suspensor liberando um segmento de cerca de 3 cm que fica embutido internamente na pelve, aumentando o comprimento externo peniano, principalmente quando flácido. É necessário o uso de um aparelho extensor no pós operatório para evitar problemas de retração cicatricial.